# Anastrepha consobrina
Anastrepha consobrina är en tvåvingeart som först beskrevs av Friedrich Hermann Loew 1873.  Anastrepha consobrina ingår i släktet Anastrepha och familjen borrflugor. Inga underarter finns listade i Catalogue of Life.